# Monophlebulus enarotalicus
Monophlebulus enarotalicus är en insektsart som beskrevs av Sunita Bhatti 1990. Monophlebulus enarotalicus ingår i släktet Monophlebulus och familjen pärlsköldlöss. Inga underarter finns listade i Catalogue of Life.